# العروس (اقتل بيل)
بياتريكس كيدو (بالإنجليزية: Beatrix Kiddo)‏ (المعروفة باسم العروس)، اسمها الحركي مامبا السوداء، هي شخصية خيالية، بطلة رواية فيلم اقتل بيل المكون من جزأين اقتل بيل المجلد الأول واقتل بيل المجلد الثاني، وهم من إخراج كوينتن تارانتينو. تم تمثيل الشخصية من قبل أوما ثورمان. تم اختيار كيدو من قبل مجلة  إمباير كواحدة من «أفضل 100 شخصية في الأفلام» على مر العصور، وأطلقت مجلة إنترتينمنت ويكلي اسمها كواحدة من «أفضل 100 شخصية في آخر 20 عامًا».

## نشأة الشخصية
وفقا لأوما ثورمان، تم إنشاء الشخصية بشكل تعاوني أثناء تصوير فيلم خيال رخيص (1994)، تم تسمية الشخصية من قبل ثورمان للاسم الأول وتارانيتو لاسمها الأخير. بعد إصدار اقتل بيل: المجلد 2، علق تارانتينو بأنه «يحب العروس» وأنه «قتل نفسه حتى يضعها في مكان جيد».
قال تارانتينو أنه أنقذ تطوير الشخصية الرائعة في النصف الثاني: «فيما يتعلق بالنصف الأول، لم أكن أريد أن أجعلها متعاطفة. كنت أريد أن أجعلها مخيفة.» ذكرت ثورمان أن أداء كلينت إيستوود في فيلم الطيب والشرس والقبيح هو مصدر إلهام مركزي لأدائها، لأنه في كلماتها، إيستوود «يقول لا شيء تقريبا لكن بطريقة ما يحكم تمثيل شخصية كاملة.»

## اقتل بيل الجزء الأول
يبدأ الفيلم بالعروس وهي حامل ولابسة ثوب الزفاف، في كنيسة إل باسو، تكساس. أثناء الزفاف تدخل فرقة اغتيال الأفعى القاتلة مع زعيمهم بيل (عشيق العروس السابق ووالد الجنين)، ويقوموا بقتل كل من في الكنيسة وقتل العروس بعد أن أخبرت بيل أنها حامل بطفله، يطلق النار بيل على رأسها. لتدخل العروس في غيبوبة ويتضح فيما بعد أنها لم تمت.
بعد أربع سنوات، بعد أن نجت من الهجوم، تذهب العروس إلى منزل فيرنيتا غرين وتخطط لقتلها. كلاهما كانا في فرقة الاغتيال التي تم حلها منذ ذلك الحين. تقود فيرنيتا الآن حياة عائلية عادية في الضواحي. ينخرطون في قتال بسكين، لكن يتوقف القتال بوصول ابنة فيرنيتيا الصغيرة، نيكي. توافق العروس على مقابلة فيرنيتيا في الليل لتسوية الأمر، لكن فيرنيتيا تحاول مفاجأة العروس بمسدس مخفي في صندوق من الحبوب، لتلقي العروس بعدها سكين في صدر فيرنيتا، فتقتلها.
قبل أربع سنوات، تحقق الشرطة في المجزرة التي حصلت في كنيسة الزفاف. الضابط يكتشف العروس أنها لا زالت على قيد الحياة ولكن في غيبوبة. في المستشفى، تستعد إيلي درايفر وهي متخفية بلبس ممرضة لاغتيال العروس عن طريق حقنة مميتة لكن بيل يقطع المهمة في آخر لحظة، معتبرا أنه من غير الشرف قتل العروس عندما لا تستطيع الدفاع عن نفسها.
وفي الوقت الحاضر تستيقظ العروس من الغيبوبة والتي دامت أربع سنوات وهي تشعر بالرعب عندما تجد أنها لم تعد حاملاً. تقتل أحد العاملين في المستشفى لأنه كان يغتصبها وهي في الغيبوبة، وتأخذ شاحنته وتعلِّم نفسها على المشي. ولحل مشكلة قتل بيل وجميع الأعضاء الأربعة في فرقة اغتيال الأفعى المميتة، فإنها تختار هدفها الأول: أورين ريشي، والتي أصبحت الآن قائد عصابة ياكوزا في طوكيو. قتل والدا أورين من قبل عصابة ياكوزا عندما كانت طفلة. وبعدها انتقمت من رئيس عصابة الياكوزا وأخذت مكانه بعد أن تدربت كقاتل نخبة.
تسافر العروس إلى أوكيناوا في اليابان للحصول على سيف أسطوري من هاتوري هانزو، والذي أقسم بعدم صنع السيف مرة أخرى. بعد أن علم أن هدفها هو بيل، وهو تلميذه السابق، قام بصنع أفضل سيف لها. تتعقب العروس أورين في مطعم في طوكيو، واسمه «بيت الأوراق الزرقاء» وتهزم جيش ياكوزا، بما في ذلك فرقة النخبة «كريزي 88» و«حارس أورين»، وتلميذة «جوجو يوباري». وتبارزت مع أورين في الحديقة اليابانية في المطعم في الثلج، وأثناء القتال تشرح الجزء العلوي من رأسها لتقلع شعرها مع جلدة رأسها لتصاب بسكتة دماغية وتموت. تقوم العروس بتعذيب صوفي فاتال وهي المساعد الشخصي أورين، للحصول على معلومات عن بيل، وتتركها على قيد الحياة كتهديد لبيل ولبقية العصابة. وفي المشهد الأخير يسأل بيل صوفي إذا عرفت العروس أن ابنتها على قيد الحياة.

## اقتل بيل الجزء الثاني
الجزء 2 يتوسع في ظروف إطلاق النار على كيدو. بينما كانت في مهمة اغتيال لقتل ليزا وونج، تكتشف كيدو أنها حامل بطفل بيل. بعد ذلك مباشرة تواجهها كارين كيم، قاتلة أرسلتها ليزا وونغ لقتلها. خلال المواجهة الناتجة، كيدو تقنع كارين بالتقاط شريط الحمل الإيجابي من الأرض. يتفق الطرفان على إحباط مهامهما والعودة إلى المنزل. تهرب كيدو وتقطع الاتصال مع بيل وعصابة الأفاعي القاتلة، بافتراض هوية جديدة باسم أرلين ماكيفالي. وقالت إنها تتواصل مع تومي بليمبتون (كريستوفر ألين نيلسون)، وتبدأ حياة جديدة تعمل في متجر السجلات المستخدمة في إل باسو، تكساس. يجدها بيل في بروفة يوم زفافها ويتظاهر بمنحها بركته. بعد لحظات تقود عصابة الأفاعي القاتلة المذبحة في حفل الزفاف في الكنيسة، ويطلق بيل النار على كيدو في رأسها، ويضعها في غيبوبة.
الفيلم يعود بعد ذلك إلى ما بعد الجزء 1. بعد قتل أوران إيشي وفيرنيتا غرين، تقوم كيدو بمتابعة باد (مايكل مادسن)، شقيق بيل. وهي تنتظر أسفل مقطورة باد، وهي تشحن في الباب الأمامي فقط، يتم إطلاق النار عليها في صدرها من قبل باد ببندقية محملة بملح الصخور. يهدئها باد ويدعو إيلي درايفر (داريل هاناه) للمساومة على سيف هاتوري هانزو من كيدو. ثم يأخذها باد وشريكه إلى مقبرة ويضعها في تابوت ويدفنها وهي على قيد الحياة. خلال فترة سجنها في التابوت وهي تحت التراب تتذكر دوراتها التدريبية الصارمة تحت وصاية سيد فنون القتال باي مي. باستخدام واحدة من العديد من التقنيات التي تعلمتها منه، تكسر كيدو التابوت وتعود إلى مقطورة باد مثلما تصل درايفر لتطالب بسيف هانزو. تخفي درايفر أفعى مامبا سوداء في حقيبة المال التي أحضرتها مما يؤدي إلى مقتل باد. تحصل كيدو على برنامج درايفر وتشاركها في معركة شرسة. مع سيف كيدو، يبدو أن درايفر قد اكتسبت ميزة، لكن ترى كيدو سيف هانزو الخاص بالبوذي وتستعد للقتال. أثناء القتال تسخر درايفر من كيدو بإخبارها بأنها قتلت باي مي. وهي غاضبة تمزق كيدو عين درايفر الأخرى، تاركتها عمياء تمامًا، وتتركها داخل المقطورة مع وجود المامبا السوداء في الداخل. ثم تسعى كيدو إلى هدفها النهائي، بيل.
عندما تجده، من المعلومات التي قدمها إستيبان فيهيو (مايكل باركس)، تكتشف أن ابنتهما، ب. ب. (بيرلا هاناي-جاردين) على قيد الحياة وبصحة جيدة، والتي يُفترَض أنها توفيت في الرحم. يمضون المساء معًا كعائلة حتى يذهب ب. ب. إلى السرير، ومن ثم يتحدث بيل وكيدو. بيل يطلق النار على كيدو بمصل الحقيقة. تشرح بيل - أثناء سريان مفعوله - أنها حتى لو كانت قد تزوجت وعاشت حياة طبيعية، فإنها لن تكون قادرة على تغيير طبيعتها الحقيقية. تعترف بياتريكس بأنها غادرت لأنها أرادت أن تتاح لابنتها فرصة في حياة طبيعية، لكنها تعرف في أعماقها أنها لن تعيش حياة طبيعية أبدًا.
في نهاية محادثتهم، تلا ذلك قتال قصير حيث تضرب كيدو قلب بيل قاتلته باستخدام «تقنية الخمس نقاط التي تفجر القلب» والتي تعلمتها من بيل نفسه. قبل موت بيل، يغفر الاثنان لبعضهما البعض ويصنعان سلامهما. ثم يمشي خمس خطوات ويسقط على الأرض، ميت. تختفي كيدو مع ب.ب. في منتصف الليل. يُظهر المشهد الأخير كيدو وب.ب يقودان السيارة إلى غروب الشمس لبدء حياة جديدة.

## التأثير الثقافي
إستُقبِلت شخصية بياتريكس كيدو من الجماهير، وصنفت مجلة إمباير الشخصية رقم 66 من أصل 100 في قائمتها لأهم 100 شخصية من الأفلام في كل العصور، كما صنفت مجلة إنترتينمنت ويكلي شخصية العروس في المرتبة 99 على قائمة 2010 لأعظم 100 شخصية في آخر 20 سنة.
في عام 2013، عيّن الباحثون نوعًا جديدًا من دبور الطفيليات، اسمه سيستوماستاكويدز كيدو (بالإنجليزية: Cystomastacoides kiddo)‏، الاسم الثاني للحشرة هو كيدو، حيث استلهم العلماء تسمية الحشرة من شخصية العروس في الفيلم وتم وضع الاسم في «علم الأحياء القاتل [من الزنبور].»